# Barrage d'Asartepe
Le barrage d'Asartepe (en turc Asartepe barajı) est un barrage en Turquie.

## Sources
- (en) www.dsi.gov.tr/tricold/asartepe.htm Site de l'agence gouvernementale turque des travaux hydrauliques